# Дом П. В. Круглова (Челябинск)
Дом П. В. Круглова — двухэтажное здание в Челябинске, расположенное на улице Цвиллинга. Объект культурного наследия регионального значения.

## Архитектура
Дом представляет из себя двухэтажное каменное строение. Окна декорированы каменными наличниками простой формы. Ранее в фасадной части здания было три дверных проёма, два из которых впоследствии были заложены. Крыша с фасадной части здания имела декоративные элементы, которые в настоящее время утрачены.

## История

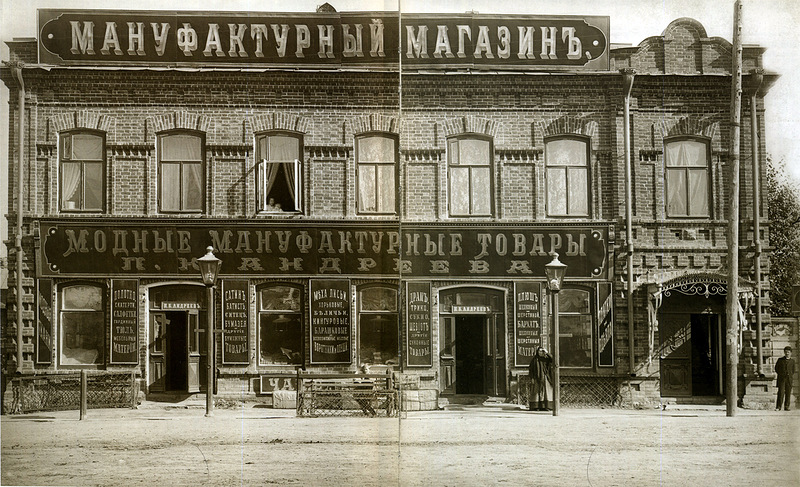
Дом Павла Васильевича Круглова в Челябинске. До 1910 года.

Дом, по улице Цвиллинга 7 (ранее — улица Большая), был построен в середине XIX века челябинским купцом Андреем Андреевичем Мотовиловым. В конце XIX века его сын и наследник Николай Андреевич Мотовилов продал дом Павлу Васильевичу Круглову, заведующему хозяйством вольно-пожарного общества. Новый владелец сделал из бывшего семейного особняка доходный дом. Здесь располагались: представительство Северного банка, акушерская, часовой и мануфактурный магазины, шляпный магазин «Модный свет».
После революции всё имущество П. В. Круглова (у которого рядом был ещё один дом) было национализировано. После этого здание использовалось различными организациями. С 1924 года и до начала 1960-х годов здесь располагалась городская публичная библиотека. Впоследствии тут находилалась Инспекция по охране водных ресурсов, районная юридическая консультация. По справочнику организаций за 1985 год — прибороремонтный завод. По справочнику 1992 года и по настоящее время (2015 год) — учебно-курсовой комбинат Челябоблжилкомхоза.
В 2008 году постановлением Законодательного собрание Челябинской области дом Круглова был поставлен на государственную охрану. Здание находится в удовлетворительном состоянии, но нуждается в реставрации.